# Kemsing
Kemsing es una parroquia civil y un pueblo del distrito de Sevenoaks, en el condado de Kent (Inglaterra).

## Geografía
Según la Oficina Nacional de Estadística británica, Kemsing tiene una superficie de 8,94 km².

## Demografía
Según el censo de 2001, Kemsing tenía 4014 habitantes (48,08% varones, 51,92% mujeres) y una densidad de población de 448,99 hab/km². El 19,28% eran menores de 16 años, el 71,33% tenían entre 16 y 74 y el 9,39% eran mayores de 74. La media de edad era de 41,74 años. Del total de habitantes con 16 o más años, el 22,1% estaban solteros, el 63,12% casados y el 14,78% divorciados o viudos.
El 94,42% de los habitantes eran originarios del Reino Unido. El resto de países europeos englobaban al 2,07% de la población, mientras que el 3,51% había nacido en cualquier otro lugar. Según su grupo étnico, el 98,88% eran blancos, el 0,52% mestizos, el 0,25% asiáticos, el 0,17% negros y el 0,17% de cualquier otro salvo chinos. El cristianismo era profesado por el 81,36%, el budismo por el 0,2%, el hinduismo por el 0,07%, el islam por el 0,15% y cualquier otra religión, salvo el judaísmo y el sijismo, por el 0,27%. El 12,51% no eran religiosos y el 5,43% no marcaron ninguna opción en el censo.
1875 habitantes eran económicamente activos, 1831 de ellos (97,65%) empleados y 44 (2,35%) desempleados. Había 1625 hogares con residentes, 23 vacíos y 3 eran alojamientos vacacionales o segundas residencias.